# James Ibers
James Arthur Ibers  (* 9. Juni 1930 in Los Angeles; † 14. Dezember 2021) war ein US-amerikanischer Chemiker, der sich mit Anorganischer Chemie und Festkörperchemie befasste.

## Leben
Ibers studierte am Caltech mit Bachelor-Abschluss 1951 und promovierte 1954 bei James Holmes Sturdivant mit der Arbeit Studies in electron and x-ray diffraction. Als Post-Doktorand forschte er für die CSIRO in Australien. Er war 1955 bis 1961 Chemiker bei Shell und 1961 bis 1964 am Brookhaven National Laboratory, bevor er 1965 Professor für Chemie an der Northwestern University wurde. Ab 1986 war er dort Morrison Professor.
Er befasste sich mit Metallverbindungen zu anderen Chalkogenen als Sauerstoff (Schwefel, Selen, Tellur) und deren charakteristischen Unterschieden zu Metalloxiden (keine dichtesten Packungen, andere Bausteine als Tetraeder und Oktaeder, Schichtenbildung, Chalkogen-Chalkogen-Bindungen mit vielen verschiedenen Bindungslängen). Speziell befasste er sich mit Chalkogenverbindungen der Actinoiden (Uran, Thorium, Neptunium), teilweise am Argonne National Laboratory. Er untersuchte deren Struktur mit Röntgenkristallbeugung und deren physikalische Eigenschaften (Transport, optische und magnetische Eigenschaften).
Er war seit 1951 verheiratet und hatte zwei Kinder.

## Ehrungen und Mitgliedschaften
- 1979 American Chemical Society Award in Inorganic Chemistry
- 1981/82 als Fairchild Scholar am Caltech
- 1992 Award for Distinguished Service in the Advancement of Inorganic Chemistry, ACS
- 1994 Linus Pauling Award
- 1997 Distinguished Alumni Award des Caltech
- 1999 Luigi Sacconi Medal, italienische chemische Gesellschaft
- 2002 Martin J. Buerger Award der American Crystallographic Association

Er war Mitglied der National Academy of Sciences (1984) und der American Academy of Arts and Sciences (1991).

## Schriften
- mit Walter C. Hamilton Hydrogen bonding in solids; methods of molecular structure determination, Benjamin 1968